# Claudia Trippel
Claudia Trippel (* 1976 in Sindelfingen) ist Professorin für Psychologie an der Hochschule Kehl und stellvertretende Geschäftsführerin des dortigen Instituts für angewandte Forschung.

## Leben
Nach einer Ausbildung zur Hebamme hat Trippel in Mannheim und Berlin Psychologie studiert. Dieses Studium schloss sie als Diplom-Psychologin ab. Anschließend war sie u. a. für die Karlsruher Oberfinanzdirektion im Projekt TeamDiagnoseSystem TDS 2.0 engagiert. Nachdem sie von 2006 bis 2012 an der Hochschule Kehl als Wissenschaftliche Mitarbeiterin und im Studiengangsmanagement arbeitete, promovierte sie im Jahr 2012 zum Thema Selbstwirksamkeit von selbststeuernden Teams und ihren unmittelbaren Vorgesetzten. Im gleichen Jahr wurde Trippel als Professorin an die Hochschule Kehl berufen.